# Đặng Hồng Sỹ
Đặng Hồng Sỹ (sinh ngày 20 tháng 1 năm 1976) là chính trị gia nước Cộng hòa xã hội chủ nghĩa Việt Nam. Ông hiện là Phó Bí thư thường trực Tỉnh ủy Bình Thuận, Trưởng đoàn Đại biểu Quốc hội khóa XV tỉnh Bình Thuận, Ủy viên Ủy ban Văn hóa, Giáo dục của Quốc hội.
Ông từng là Ủy viên Ban Thường vụ Tỉnh ủy, Trưởng Ban Dân vận Tỉnh ủy Bình Thuận, Bí thư Huyện ủy Hàm Thuận Nam, Bình Thuận.
Đặng Hồng Sỹ là đảng viên Đảng Cộng sản Việt Nam, học vị Cử nhân Báo chí, Thạc sĩ Quản trị kinh doanh, Cao cấp lý luận chính trị. Ông có sự nghiệp đều công tác ở Bình Thuận.

## Xuất thân và giáo dục
Đặng Hồng Sỹ sinh ngày 20 tháng 1 năm 1976 tại phường Phú Thủy, thành phố Phan Thiết, tỉnh Thuận Hải, nay là tỉnh Bình Thuận, quê quán ở xã Kỳ Giang, huyện Kỳ Anh, tỉnh Hà Tĩnh. Ông lớn lên và tốt nghiệp phổ thông ở Phan Thiết, từ tháng 4 năm 1997 đến tháng 6 năm 1998 thì theo học Trường Đào tạo bồi dưỡng cán bộ Thanh thiếu niên Trung ương II, nay là Học viện Thanh thiếu niên Việt Nam. Ông tốt nghiệp Cử nhân Báo chí, học cao học và có bằng Thạc sĩ Quản trị kinh doanh. Ông được kết nạp Đảng Cộng sản Việt Nam vào ngày 10 tháng 12 năm 1999, trở thành đảng viên chính thức sau đó 1 năm, từng theo học các khóa chính trị ở Học viện Chính trị Quốc gia Hồ Chí Minh và tốt nghiệp Cao cấp lý luận chính trị. Hiện ông thường trú ở phường Xuân An, thành phố Phan Thiết.

## Sự nghiệp
Tháng 10 năm 1995, sau khi tốt nghiệp phổ thông, Đặng Hồng Vỹ được nhận vào làm Cán bộ Văn phòng Đoàn Dân chính Đảng tỉnh, thuộc Đoàn Thanh niên Cộng sản Hồ Chí Minh tỉnh Thuận Hải. Ông đi học, trở về rồi đến tháng 4 năm 1999 thì giữ vị trí Ủy viên Ban Thường vụ, Phó Bí thư Đoàn Dân chính Đảng tỉnh, là Bí thư Đoàn Dân chính Đảng tỉnh sau đó 1 năm, Ủy viên Ban Chấp hành Đảng bộ Dân chính Đảng tỉnh từ tháng 10 năm 2005. Tháng 7 năm 2008, ông chuyển sang Đảng bộ Khối các cơ quan tỉnh làm Ủy viên Ban Thường vụ Đảng ủy, Trưởng Ban Tổ chức, Phó Bí thư Đảng ủy Khối các cơ quan tỉnh. Vào tháng 8 năm 2014, ông được điều về huyện Hàm Thuận Nam, chỉ định là Phó Bí thư thường trực Huyện ủy, kiêm Bí thư Đảng ủy Khối Đảng và Đoàn thể huyện Hàm Thuận Nam. Sang tháng 9 năm 2015, tại Đại hội Đảng bộ tỉnh Bình Thuận lần thứ XIII, nhiệm kỳ 2015–2020, ông được bầu vào Ban Chấp hành Đảng bộ tỉnh, giữ chức Bí thư Huyện ủy, Bí thư Đảng ủy Quân sự huyện Hàm Thuận Nam. Đến tháng 3 năm 2018, ông được điều lên tỉnh, nhậm chức Phó Chủ nhiệm thường trực Ủy ban Kiểm tra Tỉnh ủy, kiêm Bí thư Chi bộ cơ quan Ủy ban Kiểm tra Tỉnh ủy Bình Thuận từ tháng 3 năm 2019.
Tháng 8 năm 2019, Đặng Hồng Sỹ được bổ nhiệm làm Trưởng Ban Dân vận Tỉnh ủy Bình Thuận, kế nhiệm Nguyễn Hoài Anh, tới tháng 12 cùng năm thì được bầu bổ sung vào Ban Thường vụ Tỉnh ủy. Ông tái đắc cử Thường vụ Tỉnh ủy tại Đại hội Đảng bộ tỉnh lần thứ nhiệm XIV, kỳ 2020–2025, tiếp tục là Trưởng Ban Dân vận. Năm 2021, với sự giới thiệu của Tỉnh ủy, ông tham gia ứng cử đại biểu Quốc hội từ Bình Thuận, tại đơn vị bầu cử số 3 gồm các huyện Đức Linh, Tánh Linh và thị xã La Gi, rồi trúng cử Đại biểu Quốc hội khóa XV với tỷ lệ 68,83%, rồi được phân công là Ủy viên Ủy ban Văn hóa, Giáo dục của Quốc hội.
Ngày 6 tháng 8 năm 2024, Tỉnh ủy Bình Thuận tổ chức Hội nghị công bố Quyết định của Ban Bí thư Trung ương Đảng về công tác cán bộ. Theo Quyết định số 1404, ngày 1/8/2024, Ban Bí thư chuẩn y ông Đặng Hồng Sỹ, Ủy viên Ban Thường vụ, Trưởng Ban Dân vận Tỉnh ủy Bình Thuận giữ chức Phó Bí thư Tỉnh ủy Bình Thuận nhiệm kỳ 2020-2025.

## Khen thưởng
- Huân chương Lao động hạng Ba, 2013;
- Huy chương Vì thế hệ trẻ, 2004;